# 브라실

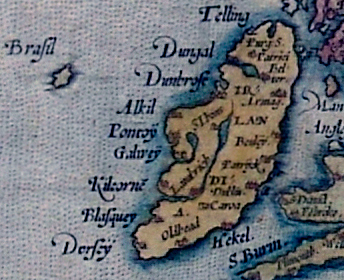
1572년 지도에 보이는 브라실.

브라실(아일랜드어: Brasil)은 아일랜드섬의 서쪽 대서양에 있다고 하는 환상섬이다. 아일랜드 신화에서는 이 섬이 7년에 한 번씩 돌아오는 하루를 제외하면 언제나 박무에 둘러싸여 있다고 한다. 그 하루에도 다만 보일 뿐 가서 닿을 수는 없다.
철자와 발음이 매우 유사하지만, 브라실은 브라질과는 아무 상관이 없다. 나라 브라질의 어원은 브라질나무가 풍부하다는 데서 붙은 이름이다.

## 같이 보기
- 아발론
- 이를란드 히드 미클라